# 曹永正
曹永正（1959年—），原名曹增玉，山东青岛人，中华人民共和国政治人物。

## 生平
1982年，曹永正从新疆大学政治系毕业后，先后当过党校老师、出版社编辑，曾以“特异功能”闻名位列“新疆三大仙”之首。1998年下海后，他担任过中国西部卫视董事局主席、中食产业集团鲁梅克斯有限公司董事长等。2005年，曹永正与原胜利油田电视台台长王国巨在香港成立了中国年代能源投资有限公司，之后与中石油分别在2007年8月和2008年12月签署《松辽盆地两井区块石油开发和生产合同》和《塔里木盆地西南喀什北区块天然气勘探开发和生产合同》，在吉林油田和塔里木油田获得合作区块。2003年3月，曹永正和王国巨又合资成立四川年代投资有限公司。后卷入周永康案，周永康曾違反保守國家秘密法的規定，在其辦公室將5份絕密級文件、1份機密級文件交給不應知悉上述文件內容的曹永正。2016年7月8日，因非法转让、倒卖土地使用权罪、行贿罪，数罪并罚，判处有期徒刑七年，并处罚金人民币7300万元。